# Rutilio Manetti

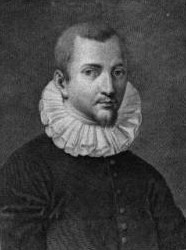
Porträt des Rutilio Manetti von Pietro Antonio Pazzi

Rutilio di Lorenzo Manetti, meist nur Rutilio Manetti genannt (* 1571 in Siena; † 22. Juli 1639 ebenda) war ein italienischer Maler.

## Leben
Rutilio Manetti wurde Anfang des Jahres 1571 in Siena als Sohn des Lorenzo Manetti (Lorenzo di Iacopo), einem Schneider, geboren. Sein Handwerk erlernte er unter Ventura Salimbeni und dessen Halbbruder Francesco Vanni. Am 7. Mai 1607 heiratete er Lisabetta Panducci. Ihr erster Sohn wurde 1605 geboren, verstarb aber bereits ein Jahr später. Ihr Sohn Domenico Manetti (1609–1663) wurde ebenfalls Maler. Mit ihm malte er die Vergine Tuccia im Palazzo del Governatore dei Medici / Palazzo Reale in Siena. Erstmals als Maler trat er im Oktober 1597 in Erscheinung, als er in Siena im Palazzo Pubblico zwei Fresken (Storie di Santa Caterina, Sala del Consiglio) erstellte. Nach dem Freskenzyklus Storie di San Rocco, den er mit Crescenzio Gambarelli im Oratorio di San Rocco erstelle, erhöhte sich sein Arbeitsaufkommen erheblich und sein Wirkungskreis erweiterte sich. 1612 war er in Pisa tätig (Chiesa di San Frediano und Chiesa di San Silvestro), danach bis 1615 arbeitete er unter anderem in der Certosa San Lorenzo di Galluzzo. 1618 malte er in Pisa und Casole d’Elsa.
Zu seinen berühmtesten Werken zählen die Gemälde Riposo durarante la fuga in Egitto (dt. Die Ruhe auf der Flucht nach Ägypten, Kirche des San Pietro in Siena) und Sant’Antonio Abate che libera una indemoniata (Basilica di San Domenico in Siena). In Siena wirkte im Dom von Siena sowie in allen drei Basiliken innerhalb der Stadtmauern. Besonders beeinflusst wurde sein Werk von dem gleichaltrigen Michelangelo Merisi da Caravaggio.
Er starb am 22. Juli 1639 und wurde im Dom von Siena beigesetzt.

## Werke (Auswahl)

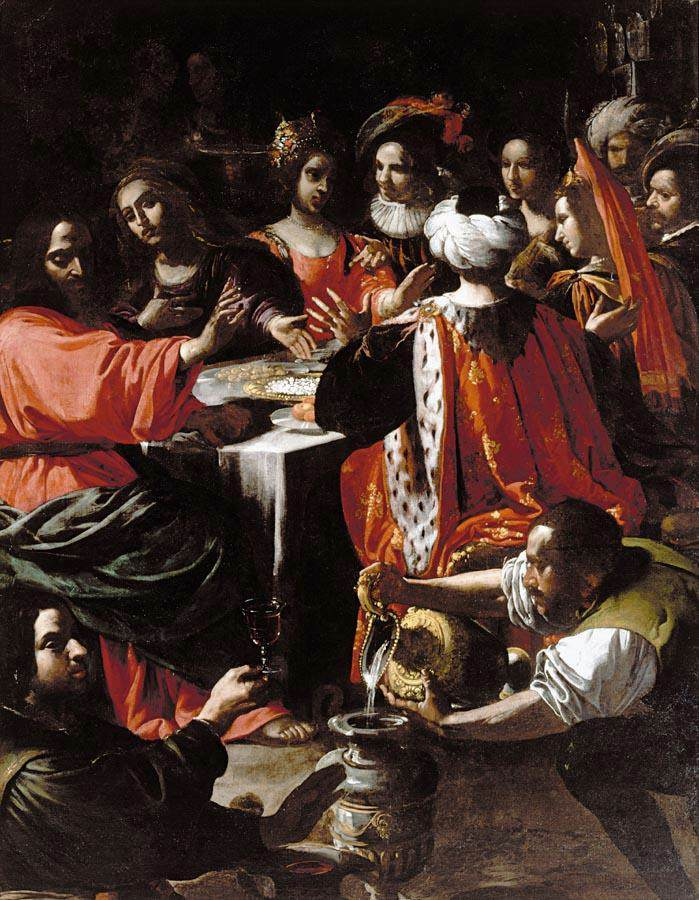
Le Nozze de Cana (1620)

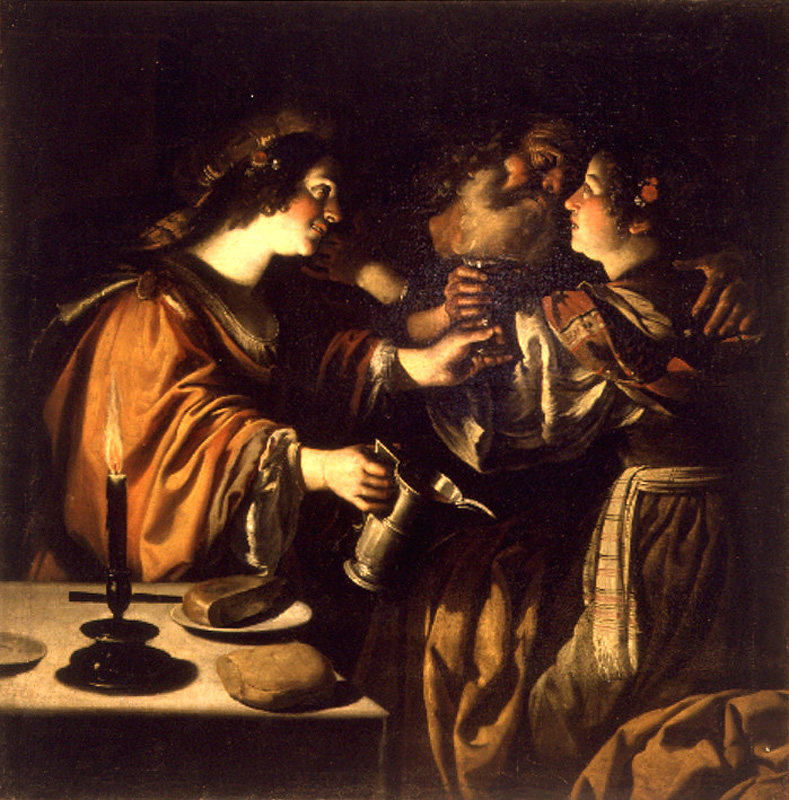
Loth e le figlie in fuga da Sodoma (Collezione Cassa Rurale, Monteriggioni)

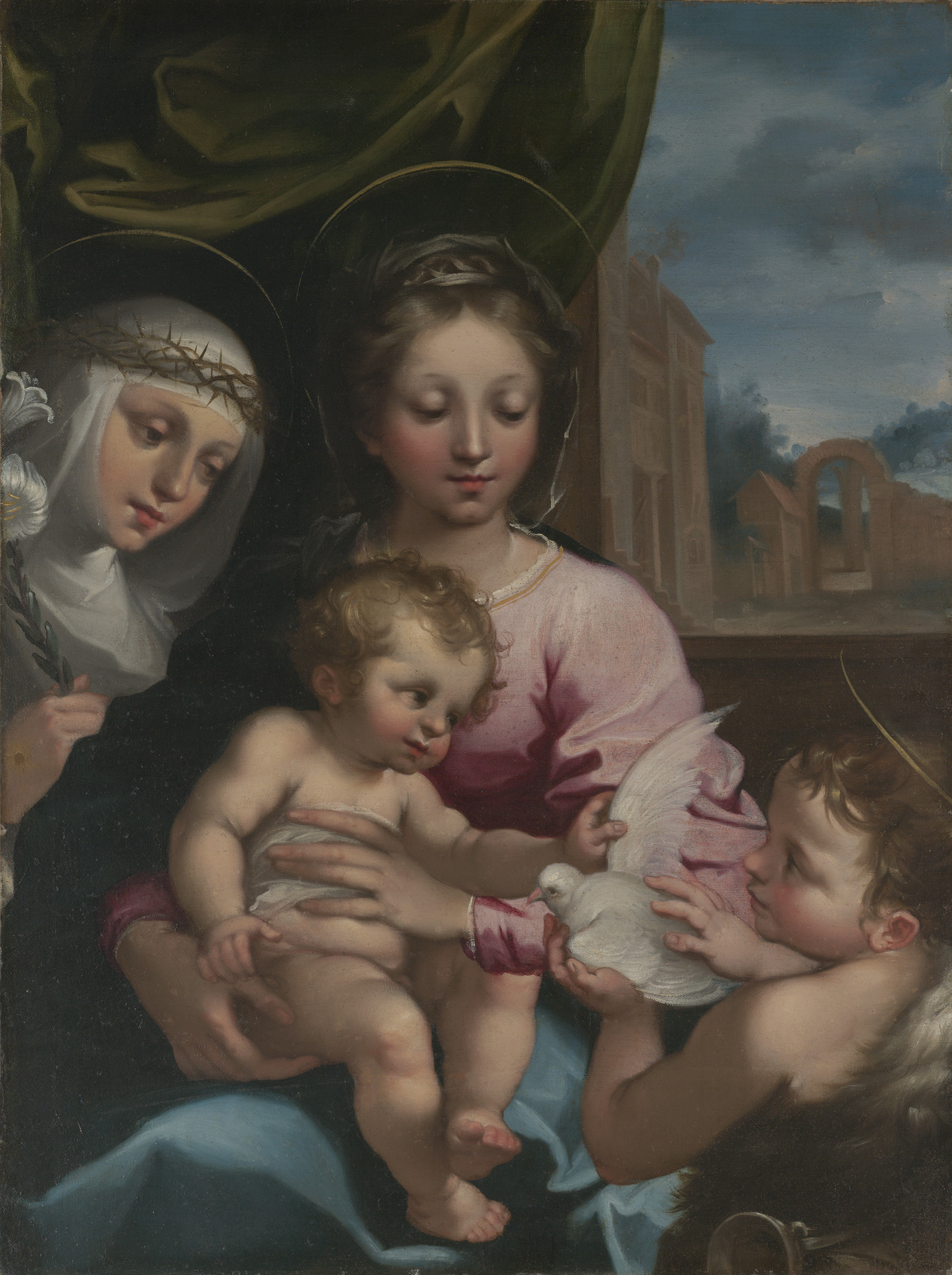
Madonna col Bambino con gli infanti San Giovanni Battista e Santa Caterina da Siena (1610, Yale University Art Gallery)

- Buonconvento, Chiesa di San Lorenzo: Madonna con Bambino in gloria con Santa Caterina da Siena, San Lorenzo e San Sebastiano (Leinwandgemälde)[2]
- Colle di Val d’Elsa, Museo Civico e d’Arte Sacra: Natività di Gesù con San Girolamo[2]
- Florenz, Certosa San Lorenzo di Galluzzo, Chiesa dei Monaci: Apparizione di Gesù Bambino al beato Domenico dal Pozzo (Leinwandgemälde)[2]
- Forlì, Abbazia San Mercuriale: Assunzione della Vergine (1632 entstanden)[2]
- Florenz, Palazzo Pitti:[2]
  - Ruggiero alla corte di Alcina (Leinwandgemälde)
  - Morte di santa Maria Maddalena (Leinwandgemälde)
- Florenz, Uffizien:[2]
  - Massinissa e Sofonisba (Leinwandgemälde)
  - Autoritratto (Leinwandgemälde)
  - Incontro di san Galgano e san Michele Arcangelo
- Monteriggioni: Loth e le figlie in fuga da Sodoma (Collezione Cassa Rurale)
- Monticiano, Chiesa del Beato Antonio Patrizio: Morte del Beato Antonio Patrizi
- New Haven, Yale University Art Gallery: Madonna col Bambino con gli infanti San Giovanni Battista e Santa Caterina da Siena (1610 entstanden)
- Pisa, Chiesa di San Frediano: Kuppelfresken und zwei Leinwandgemälde (nicht mehr existent), 1612 entstanden[1]
- Pisa, Chiesa di San Silvestro: Crocifissione[1]
- Rom, Galleria Nazionale d’Arte Antica di Palazzo Barberini:[2]
  - Lot e le figlie (Leinwandgemälde)
  - Due profeti (Leinwandgemälde)
- Rom, Galleria Borghese:[2]
  - Andromeda (Leinwandgemälde)
  - Tre Grazie (Leinwandgemälde)
- San Quirico d’Orcia, Collegiata dei Santi Quirico e Giulitta: Madonna del Rosario che salva una ragazza dall’annegamento
- Siena, Museo dell’Opera del Duomo:[3]
  - Battesimo di Cristo (um 1625, in Zusammenarbeit mit seinem Sohn Domenico Manetti)
  - Pentecoste
- Siena, Palazzo Chigi-Saracini:
  - Concerto[2]
  - Giocatori di Dama und Giocatori e sonatori al lume di candela (Leinwandgemälde, Sala Guido Chigi Saracini)[4]
  - San Sebastiano (Leinwandgemälde, Aula Casella)[5]
  - Suicidio di Lucrezia (Leinwandgemälde, Aula Monteverdi)[6]
  - Susanna e i vecchioni (Leinwandgemälde, Aula Monteverdi)[6]
  - Transito di San Giuseppe (Leinwandgemälde, Sala Guido Chigi Saracini)[7]
- Siena, Basilica di San Clemente in Santa Maria dei Servi:
  - Martirio di San Lorenzo (1601 entstanden)[1]
  - Natività di Maria (1625 entstanden)[3]
- Siena, Basilica di San Domenico: Sant’Antonio Abate che libera una indemoniata (1628 entstanden)[3]
- Siena, Basilica di San Francesco: Estasi di San Gherardo durante la messa (1635 entstanden)[3]
- Siena, Certosa di Maggiano: Padre Eterno[3]
- Siena, Chiesa di San Pietro alle Scale: Riposo durante la fuga in Egitto[3]
- Siena, Chiesa di Sant’Agostino: Sant’Antonio tentato (um 1630 entstanden)[3]
- Siena, Dom von Siena: Ritratto di Alessandro III.[3]
- Siena, Museo delle Biccherne, Staatsarchiv Siena: Veduta di Siena[3]
- Siena, Palazzo Pubblico[3]:
  - Don Antonio Piccolomini arcivescovo di Siena è accolto in città
  - Madonna col Bambino, San Giovanni, San Francesco e Santa Caterina
- Siena, Palazzo Salimbeni, Sammlung der Monte dei Paschi di Siena:
  - Autoritratto, 39 × 27 cm, Ölgemälde auf Papier. Seit 1965 im Besitz der Monte dei Paschi.[8][9]
  - Elia che resuscita il figlio della vedova, Ölgemälde auf Leinwand, 128 × 155 cm.[10]
  - San Girolamo sostenuto da due Angeli, Ölgemälde auf Leinwand, 155 × 117,5 cm, um 1633 entstanden, stammt aus der Biblioteca Comunale degli Intronati und ist seit 1976 im Besitz der Monte dei Paschi.[11]
  - Sant’Agostino; San Girolamo; Sant’Ambrogio; San Gregorio: Vier Bilder (Ölgemälde auf Leinwand) der abendländischen Kirchenväter, jeweils ca. 67 × 89 cm. Wurden zwischen 1965 und 1978 von der Monte dei Paschi erstanden.[12]
  - San Pietro in lacrime, Ölgemälde auf Leinwand, 120 × 98 cm.[13]
- Siena, Oratorio di San Giacomo:
  - Martirio di San Giacomo (Leinwandgemälde, 282,5 × 175 cm,[14] Hochaltar, 1605 entstanden)
  - Crocifissione, viertes Gemälde der rechten Seite (Presbyterium, Leinwandgemälde, 256 × 172,5 cm,[15] 1625 entstanden, entstammt der Certosa di Maggiano[3])
- Siena, Oratorio di San Rocco: Storie di San Rocco (Freskenzyklus, 1605–1610 mit Crescenzio Gambarelli entstanden)
- Siena, Pinacoteca Nazionale di Siena:
  - Martirio di Sant’Ansano (1613 entstanden)
  - Sant’Anna e San Giocchino insegnano a leggere alla Madonna (in Zusammenarbeit mit seinem Sohn Domenico Manetti)
- Siena, San Niccolò del Carmine: Apparizione della Madonna al Beato Franco Lippi da Grotti (um 1639, in Zusammenarbeit mit seinem Sohn Domenico Manetti entstanden)[3]
- Siena, Santa Maria della Scala, Oratorio di Santa Caterina della Notte: Beato Giovanni Colombini (1613/14 entstanden)
- Siena, Santo Spirito: Caterina d’Alessandria (1608 entstanden)
- Siena, Santuario di Santa Caterina: Santa Caterina riceve lo Spirito Santo (um 1635 entstanden)[3]
- Sinalunga, Collegiata di San Martino: Sposalizio della Madonna (1615 entstanden)[2]
- Vinci, Ortsteil Sant’Ansano, Pieve di San Giovanni Battista: Papa Alessandro I liberato dal carcere da un angelo (Leinwandgemälde)[2]